# Breda-SAFAT
Breda-SAFAT (Società Italiana Ernesto Breda per Costruzioni Meccaniche / Breda Meccanica Bresciana - Società Anonima Fabbrica Armi Torino) war ein italienischer Waffenhersteller der 1930er und 1940er Jahre, der eine Reihe von Maschinengewehren und Kanonen hauptsächlich für den Einsatz in Flugzeugen entwickelte und produzierte. Die italienischen Gewehre basierten auf dem Browning-Maschinengewehr M1919 und waren für das Verschießen von Munition mit den Kalibern 7,7 mm und 12,7 mm ausgelegt, unter anderem Leuchtspurmunition für die 7,7 mm, einschließlich hochexplosiver Leuchtspurmunition (HEI-T) (gefüllt mit 0,8 g PETN), oder panzerbrechende Munition (AP) für die 12,7 mm.

## Entwurf und Entwicklung
In den 1930er Jahren erhielten sowohl Breda als auch SAFAT (eine Abteilung von FIAT) den Auftrag, Entwürfe für eine neue Reihe von Maschinengewehren für den Einsatz in Flugzeugen der Regia Aeronautica zu erstellen, wobei das Angebot von Breda bevorzugt wurde. FIAT focht die Entscheidung an, verlor aber, woraufhin SAFAT an Breda verkauft wurde, um Breda-SAFAT zu bilden.
Trotz des Ziels, ein luftgestütztes Maschinengewehr zu entwickeln, das anderen vergleichbaren Waffen ebenbürtig oder überlegen war, führte die Verwendung von Geschossen mit geringer Treibladung zu deutlich niedrigeren Mündungsgeschwindigkeiten als bei anderen Waffen ähnlichen Kalibers. Weitere Unzulänglichkeiten waren das hohe Gewicht und die bescheidene Feuerrate sowie die Unwirksamkeit der hochexplosiven Brand-Leuchtspurmunition.
Trotz dieser Unzulänglichkeiten wurde die Breda-SAFAT-Kanone von den italienischen Piloten und Waffenschmieden allgemein gelobt: von den Piloten wegen ihrer großen Reichweite und scheinbar guten Treffsicherheit, von den Waffenschmieden wegen ihrer Zuverlässigkeit.
So fehlten Italien Maschinengewehre mit den entscheidenden Eigenschaften wie geringes Gewicht, hohe Feuerrate, gute Mündungsgeschwindigkeit, gutes Geschossgewicht und Zuverlässigkeit, während die Sowjets, die Deutschen, die Amerikaner und die Japaner mit dem Beresin UB, dem MG 131, der Browning M2 bzw. der Ho-103 über automatische Waffen des Kalibers 12,7 mm verfügten. Gegen Ende des Krieges wurden in italienischen Flugzeugen die deutsche Mauser-Kanone MG 151 mit dem Originalkaliber 20 mm verwendet, um die gleiche Feuerkraft wie bei alliierten Jagdflugzeugen zu erreichen. Bis zu drei MG 151 wurden in Macchi MC.205, Fiat G.55 und Reggiane Re.2005 – die dritte Kanone feuerte durch die Propellernabe der in Lizenz gebauten Daimler-Benz DB 605-Motoren (Fiat Tifone), Reihen-V12-Motoren, die zum Antrieb dieser Flugzeuge verwendet wurden – zusätzlich zu synchronisierten 12,7-mm-Bredas-SAFAT-Kanonen in der Motorhaube.
Obwohl die Breda-Kanonen 1935, als sie entwickelt wurden, angemessen waren, waren sie nach den Maßstäben von 1940 unterlegen. Italienische Jagdflugzeuge wie die Fiat C.R.42, die Fiat G.50 Freccia, die Macchi MC.200, die Macchi MC.202 und die Reggiane Re.2000 besaßen nur zwei 12,7 mm Breda-SAFAT-Maschinengewehre und manchmal zwei zusätzliche 7,7 mm Breda-SAFAT-Maschinengewehre. Trotz ihrer Unzulänglichkeiten wurden in den 1930er und 1940er Jahren Tausende von Breda-Kanonen gebaut, mit denen fast alle italienischen Jagdflugzeuge und Bomber dieser Zeit ausgerüstet wurden. Viele dieser Waffen wurden auch für die Flugabwehr umgerüstet und blieben bis in die 1970er Jahre als Reservewaffen im Einsatz, auch wenn alle Flugzeuge, mit denen sie ausgerüstet waren, zu diesem Zeitpunkt bereits ausgemustert worden waren.

## Anwendungen

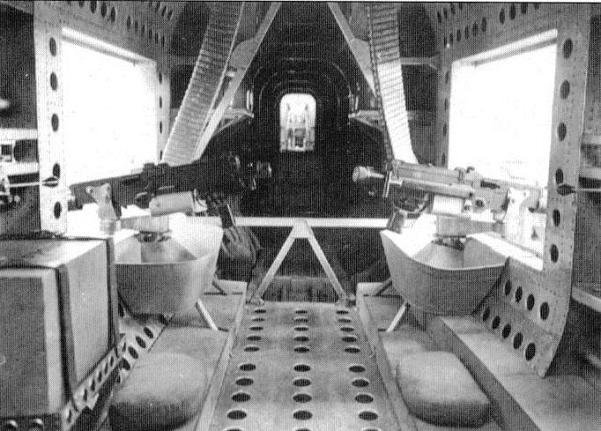
12,7-mm-Breda-SAFAT-Maschinengewehre in den seitlichen Abwehrständen eines Fiat-RS.14-Bombers

### Jagdflugzeuge
- Fiat CR.32
- Fiat CR.42
- Fiat G.50 Freccia
- Fiat G.55
- Macchi C.200
- Macchi C.202
- Macchi C.205
- Reggiane Re.2000
- Reggiane Re.2002
- Reggiane Re.2005

### Bomber
- Caproni Ca.133
- Caproni Ca.309
- Caproni Ca.310
- Fiat BR.20
- Piaggio P.108
- Savoia-Marchetti SM.79

### Erdkampfflugzeuge
- Breda Ba.64
- Breda Ba.65
- Breda Ba.88 Lince
- CANSA FC.20